# Albrecht Gehring

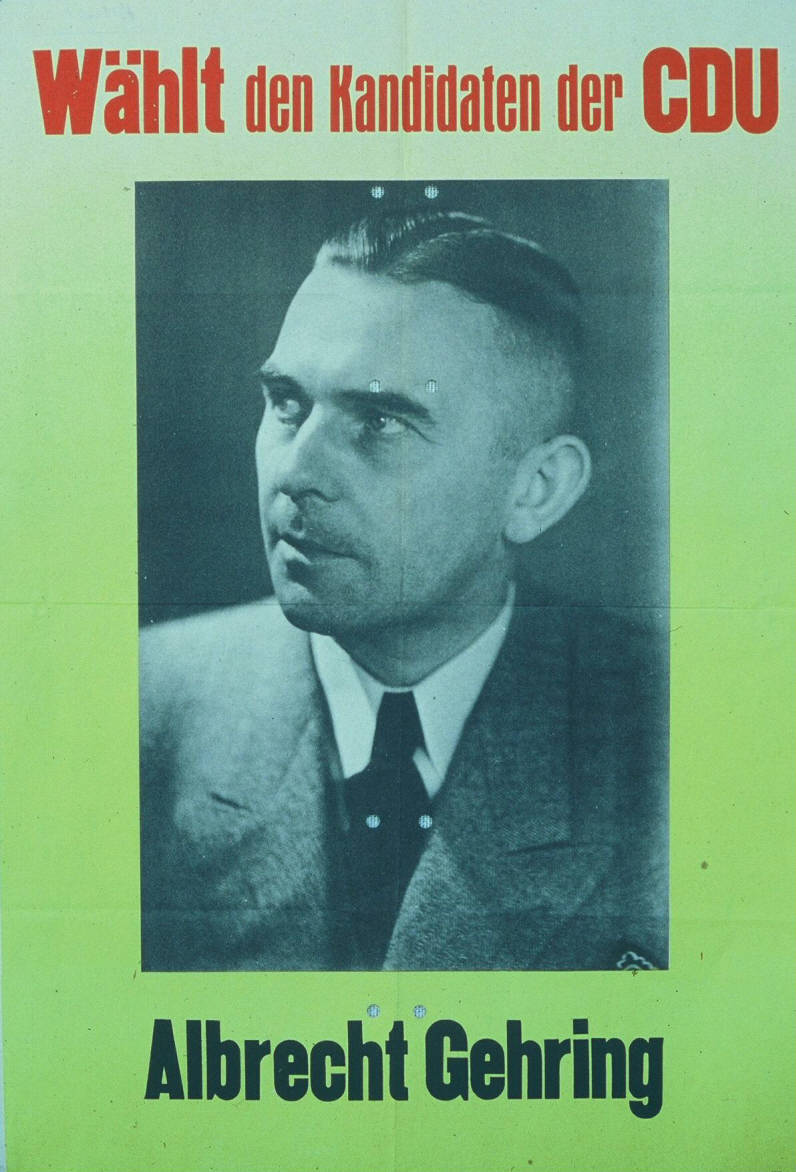
Albrecht Gehring auf einem Wahlplakat zur Bundestagswahl 1949

Albrecht Gehring (* 15. April 1898 in Hakedahl (heute zu Detmold); † 7. März 1985 in Lage) war ein deutscher Politiker der CDU.

## Leben und Beruf
Nach dem Abitur am humanistischen Gymnasium Leopoldinum in Detmold, 1916, war Gehring, der evangelisch-reformierten Glaubens war, zunächst Soldat im Ersten Weltkrieg. Anschließend absolvierte er eine landwirtschaftliche Lehre und folgend ein landwirtschaftliches Studium in Halle (Saale). Nach dem Examen als Diplom-Landwirt übernahm er 1928 den elterlichen Hof Gut Büllinghausen.
Von 1945 bis 1955 war er Vorstandsmitglied der Landwirtschaftskammer Westfalen-Lippe. Später wurde er Mitglied des Verwaltungsrates der Landesbank für Westfalen in Münster, des Kuratoriums des Instituts für Züchtungsforschung der Max-Planck-Gesellschaft in Vogelsang und des Kuratoriums der Bundesforschungsanstalt für Landwirtschaft in Braunschweig.

## Partei
Gehring beantragte am 25. Juni 1937 die Aufnahme in die NSDAP und wurde rückwirkend zum 1. Mai desselben Jahres aufgenommen (Mitgliedsnummer 5.245.594). 1948 schloss er sich der CDU an.

## Abgeordneter
Gehring gehörte 1948 bis 1949 dem Wirtschaftsrat der Bizone an. Im September 1949 war er Mitglied der 1. Bundesversammlung. Von 1957 bis 1964 war er auch Kreistagsabgeordneter im Kreis Lemgo. Von 1953 bis 1957 war er Vorsteher des Landesverbandes Lippe, von 1957 bis 1961 stellvertretender Vorsitzender der Landschaftsversammlung Westfalen-Lippe und anschließend bis 1964 deren Vorsitzender.
Von 1957 bis 1965 gehörte Gehring dem Deutschen Bundestag an.